# Најџел Левин
Најџел Левин  (енгл. Nigel Levine; Сан Фернандо, Тринидад и Тобаго, 30. април 1989) је британски атлетичар, спацилалиста за трчање на 400 метара.

## Спортска биографија
Као и велики таленат спринт Левин је у птвој сезони 2007. поставио лични рекорд на 46,31 и постао незамљњиви члан штафете Уједињеног Краљевства за наредних 7 година. Данас му рекорд на 400 метара износи 45,11 постигнут 2012. године, изједначен 2014. Прву међународну медаљу - златну освојио је са штафетом на Европском јуниорском првенству 2007, а затим је освајао медаље на свим светским и европским првенствима од данас (2014).

## Значајнији резултати
| Уједињено Краљевство | Уједињено Краљевство                 | Уједињено Краљевство | Уједињено Краљевство | Уједињено Краљевство | Уједињено Краљевство |
| Година               | Такмичење                            | Место                | Пласман              | Дисциплина           | Резултат             |
| -------------------- | ------------------------------------ | -------------------- | -------------------- | -------------------- | -------------------- |
| 2007                 | Европско јуниорско првенство         | Хенгело, Холандија   |                      | 4 x 400 м            | 3:08.21              |
| 2008                 | Светско јуниорско првенство          | Бидгошћ, Пољска      |                      | 4 x 400 м            | 3:05,82              |
| 2009                 | Европско првенство у дворани         | Торино, Италија      |                      | 4 x 400 м            | 3:07,04              |
| 2009                 | Европско првенство У-23              | Каунас, Литванија    |                      | 400 м                | 45,78                |
| 2010                 | Светско првенство у дворани          | Доха, Катар          |                      | 4 x 400 м            | 3:07,52              |
| 2011                 | Европско првенство у дворани         | Париз, Француска     | 4                    | 400 м                | 47,17                |
| 2011                 | Европско првенство у дворани         | Париз, Француска     |                      | 4 x 400 м            | 3:06,46              |
| 2011                 | Европско првенство У-23              | Острава, Чешка       |                      | 400 м                | 46,10                |
| 2011                 | Светско првенство                    | Тегу, Јужна Кореја   | 7.                   | 4 x 400 м            | 3:01,16              |
| 2012                 | Светско првенство у дворани          | Истанбул, Турска     | 7.                   | 400 м                | 46,46                |
| 2012                 | Светско првенство у дворани          | Истанбул, Турска     |                      | 4 x 400 м            | 3:04,72              |
| 2012                 | Европско првенство                   | Хелсинки, Финска     |                      | 4 x 400 м            | 3:01,56              |
| 2013                 | Европско првенство у дворани         | Гетеборг, Шведска    |                      | 400 м                | 46,21                |
| 2013                 | Европско првенство у дворани         | Гетеборг, Шведска    |                      | 4 x 400 м            | 3:05,78              |
| 2013                 | Европско екипно првенство у атлетици | Гејтсхед, УК         |                      | 400 м                | 45,88                |
| 2014                 | Светско првенство у дворани          | Сопот                |                      | 4 x 400 м            | 3:03,49              |
| 2014                 | Европско првенство                   | Цирих, Швајцарска    |                      | 4 x 400 м            | 2:58,79              |

## Лични рекорди
| Дисциплина | Дисциплина   | Резултат | Место     | Датум                              |
| ---------- | ------------ | -------- | --------- | ---------------------------------- |
| 400 м      | на орвореном | 45,11    | Осло      | 7. јун 2012.                       |
| 400 м      | у дворани    | 45,71    | Бирмингем | 18. фебруар 2012 15. фебруар 2014. |